# Альфа-глутамил-триптофан+Аскорбиновая кислота+Бендазол
Альфа-глутамил-триптофан+Аскорбиновая кислота+Бендазол (международное непатентованное наименование) или Цитовир-3 (торговое наименование) — комбинированное лекарственное средство для профилактики и лечения гриппа и других острых респираторных вирусных инфекций. Препарат является средством этиотропной и иммуностимулирующей терапии, обладает противовирусным действием в отношении вирусов гриппа А и В и других вирусов, вызывающих острые респираторные вирусные заболевания. Препарат представляет собой комбинацию трех лекарственных веществ: 2-бензил-бензимидазола гидрохлорида (бендазола, более известного как «дибазол»), глутамил-триптофана натриевая соль (тимоген натрий) и кислоты аскорбиновой. Лекарственные формы препарата — капсулы, а также сироп и порошок, предназначенные для детей. Профилактический и лечебный курсы применения препарата Цитовир-3 идентичны и составляют 4 дня. При необходимости курс профилактики или лечения может быть повторён через 3 — 4 недели.

Контролируемых исследований с рандомизацией для терапии ОРВИ не проводилось. Единственное исследование терапии ОРВИ не соответствует критериям GCP и не позволяет оценить результаты: КИ было открытым, без плацебо-контроля, с выборкой в 90 пациентов, разбитой без четких критериев и рандомизации на неравные по размеру группы, каждой из которых давали один из трех противовирусных препаратов на разный срок (от 4 до 7 дней), без указания длительности заболевания на момент начала терапии.  Исходно препарат исследовался в терапии онкологических заболеваний, результаты исследований подтвердили его неэффективность в качестве противоопухолевого препарата.

## Состав
- 2 бензил-бензимидазола гидрохлорид (Бендазол)
- Глутамил-триптофана натриевая соль (Тимоген натрий)
- Аскорбиновая кислота

## Фармакологические свойства
Фармакологическая активность обусловлена химическими соединениями, входящими в состав Цитовира-3.
Бендазол обладает иммуномодулирующей активностью: стимулирует фагоциты и натуральные киллеры. Активирует противовирусную активность клеток естественного иммунитета, вероятно, через систему толл-подобных рецепторов. Индуцирует в организме выработку эндогенного интерферона. Ферменты, индуцированные интерфероном в клетках различных органов, ингибируют репликацию вирусов. Кроме того, активируя иммунокомпетентные клетки, препарат способствует нормализации врожденного иммунитета.
Дипептид глутамил-триптофан проявляет свойства агониста глутаматного метаботропного рецептора III типа. Дипептид обладает выраженным иммуномодулирующим действием, проявляющимся в стимуляции клеток центральной и периферической иммунной системы, преимущественно Т-клеточного звена. Дипептид активизирует субпопуляцию натуральных киллеров. Глутамил-Триптофан способен подавлять активность провоспалительных цитокинов и активировать противовоспалительные цитокины при различных заболеваниях и патологических процессах инфекционно-воспалительной природы. Он способен восстанавливать сниженную активность иммунной системы и уменьшать неадекватно высокий иммунный ответ. Обладает способностью отменять рефрактерность синтеза эндогенного интерферона, за счет альтернативного пути активации механизмов экспрессии интерфероновых генов, оптимизируя таким образом интерфероногенные свойства бендазола. Обладает антиоксидантным и гиполипидемическим действием.
Кислота аскорбиновая является субстратом IV фазы митохондриального дыхательного цикла, является сильным антиоксидантом, эффективно подавляет перекисное окисление липидов.
Цитовир-3 при пероральном введении за 48 и 24 час до интраназального заражения мышей вирусом гриппа H3N2 в дозе 3-4 ЛД50 обеспечивал выживание 60 % и 80 % зараженных животных соответственно. При однократном пероральном введении Цитовира-3 через 24 и 48 час после заражения вирулентной культурой вируса гриппа H3N2 в дозе 4 ЛД50 выживало 60 % и 100 % животных. При трехкратной пероральном введении препарата через 24, 48 и 72 час. после заражения выживало 90 % мышей. В контрольной группе мышей, зараженных вирусом гриппа (4ЛД50), но не получавших лечения, выживало 30 % животных. При оценке динамики синтеза интерферона I типа установлено, что пик накопления его в крови наблюдается через 24 час после перорального введения и сохраняется на протяжении следующих 24 час. Кроме индукции интерферона I типа в ответ на пероральное введение цитовира-3 наблюдается увеличение содержания лизоцима, неспецифической эстеразы и миелопероксидазы, причем повышенные концентрации указанных ферментов сохраняются на протяжении 5 — 7 сут. после введения препарата

## Фармакокинетика
При приеме внутрь препарат полностью всасывается из желудочно-кишечного тракта. Биодоступность бендазола — около 80 %, глутамил-триптофана — не более 15 %, аскорбиновой кислоты — до 70 %.
Продуктами биотрансформации бендазола в крови являются два конъюгата, образующиеся вследствие метилирования и карбоэтоксилирования иминогруппы имидазольного кольца бендазола: 1-метил-2-бензилбензимидазол и 1 -карбоэтокси-2-бензилбензимидазол. Метаболиты бендазола выводятся с мочой.
Глутамил-триптофан под воздействием пептидаз расщепляется на L-глутаминовую кислоту и L-триптофан, которые используются организмом в синтезе белка.
Аскорбиновая кислота абсорбируется в ЖКТ (преимущественно в тощей кишке). Связь с белками плазмы — 25 %. Сmax после приема внутрь — 4 ч. Легко проникает в лейкоциты, тромбоциты, а затем во все ткани, проникает через плаценту. Заболевания ЖКТ (язвенная болезнь желудка и 12-перстной кишки, нарушения моторики кишечника, глистная инвазия, лямблиоз), употребление свежих овощных и фруктовых соков, щелочного питья уменьшают связывание аскорбиновой кислоты в кишечнике. Метаболизируется аскорбиновая кислота преимущественно в печени в дезоксиаскорбиновую, далее в щавелевоуксусную и дикетогулоновую кислоты. Выводится почками, через кишечник, с потом, грудным молоком в неизмененном виде и в виде метаболитов.

## Клиническое применение
Многоцентровые клинико-эпидемиологические исследования показали, что Цитовир-3 является эффективным средством экстренной неспецифической профилактики гриппа и острых респираторных вирусных инфекций.
Применение цитовира-3 период эпидемической вспышки респираторных заболеваний способствует снижению уровня заболеваемости в 3 раза. - ДАТА ПУБЛИКАЦИИ КНИГИ - РАНЬШЕ, ЧЕМ ДАТА РЕГИСТРАЦИИ ПРЕПАРАТА!!! 
Если цитовир-3 применяется в сочетании с вакцинацией против гриппа, то в этом случае уровень заболеваемости снижается в 5-7 раз, причем это снижение касается не только гриппа, как такового, но и других острых респираторных вирусных инфекций. - СТАТЬЯ ПО ССЫЛКЕ НЕ СОДЕРЖИТ ИНФОРМАЦИИ О ПРЕПАРАТЕ
Применение препарата на фоне уже развившегося заболевания позволяет добиться сокращения продолжительности заболевания в среднем в 1.2 — 2.5 раза и существенно снизить риск развития постинфекционных осложнений. Так, частота возникновения острых бронхитов период вирусного заболевания снижается в 7 раз, а риск развития острых пневмоний — в 13 раз. - ДАТА ПУБЛИКАЦИИ КНИГИ - РАНЬШЕ, ЧЕМ ДАТА РЕГИСТРАЦИИ ПРЕПАРАТА 

## Показания к применению
Профилактика и лечение гриппа и других острых респираторных вирусных инфекций на ранних стадиях развития.

## Противопоказания
Гиперчувствительность к компонентам препарата, сахарный диабет, беременность, детский возраст до 1 года, заболевания, протекающие с судорожным синдромом, тяжелая сердечная недостаточность, выраженная гипотензия, хронический нефрит с отеками и нарушением азотовыделительной функции почек, язва желудка и двенадцатиперстной кишки, сопровождающиеся кровотечением, тромбоз, склонность к тромбозам, тромбофлебит, мочекаменная болезнь.